# Gaig cuablanc
El gaig cuablanc (Cyanocorax mystacalis) és un ocell còrvid sud-americà del gènere Cyanocorax que habita zones boscoses del sud-oest de l'Equador i el nord-oest del Perú.